# Слов'яни в Нижній Паннонії

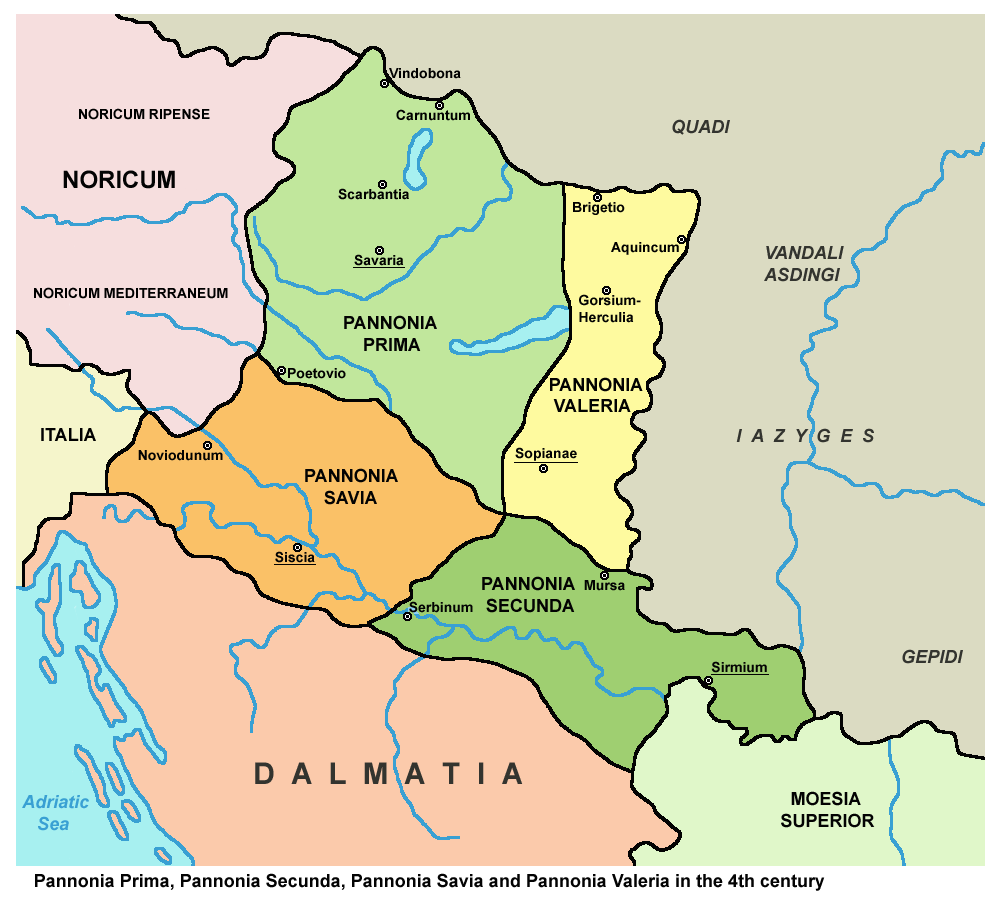
Паннонія за часів Римської імперії

Слов'яни в Нижній Паннонії — автохтонні мешканці східної і південної частин колишньої Римської провінції Паннонія. Назва Нижня Паннонія (лат.: Pannonia inferior, сербохорватською: Donja Panonija, Доња Панонија, словенською: Spodnja Panonija) використовувалась для позначення тих областей Паннонської рівнини, які лежать на схід і південь від річка Раба. Поділ Паннонії на Горішню і Нижню походить з часів Римської імперії.
Слов'янські державні утворення та їх правителі відомі ще з ІІ-ІІІ століття н. е. Після міграції гунського союзу, частиною яких були й слов'янські племена, вони остаточно закріпились в Центральній та Південній Європі, зокрема й в усій Паннонії.
З середини VI до кінця VIII століття регіон перебував під владою аварів, в той же час слов'янське населення продовжувало мешкати на цих територіях. На початку ІХ століття, після аваро-франкських воєн, ця держава територія увійшла до Франкської імперії. Близько 900 року території Паннонії окупували угорці.
У франкський період область Нижньої Паннонії управлялася місцевими слов'янськими правителями, які перебували під васалітетом франкських імператорів. У межах адміністративної системи франків була створена автономна Паннонська марка, яка здійснювала франкське правління у Верхній Паннонії через слов'янських князів або франкських графів, тоді як Нижня Паннонія управлялася як самостійне князівство місцевими слов'янськими князями. У ІХ столітті проти панування франків у Нижній та Верхній Паннонії виступало як місцеве населення, так й Болгарська імперія та Велика Моравія.
Проте, у Х столітті угорська окупація Карпатського басейну фактично розділило слов'янські спільноти на дві частини, що призвело до формування західних, південних і східних слов'ян.

## Князівство

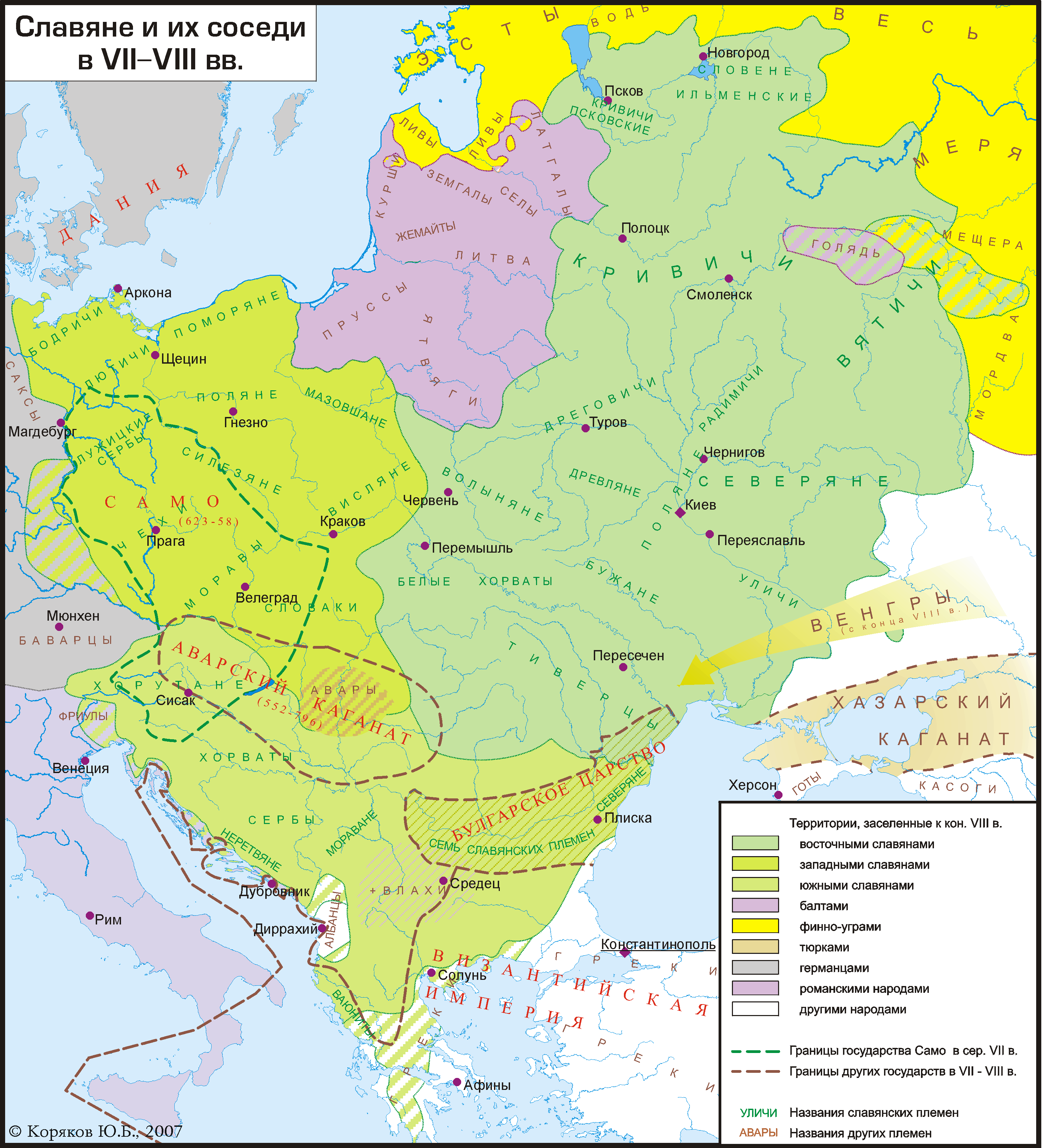
Агресія угорців в Центральну Європу

Римське панування в регіонах Паннонії тривало до 5-го століття і було замінено наступним пануванням гунів, під час якого слов'янське населення закріпило свої позиції на цих землях. Під час правління імператора Східної Римської імперії Юстина II (565—578) і після лангобардо-гепідської війни 567 року Паннонія зазнала вторгнення аварів, які згодом завоювали майже всю Паннонську низовину (568). Протягом всіх цих подій слов'янські групи, безумовно, були основним населенням краю, навіть під владою аварів.

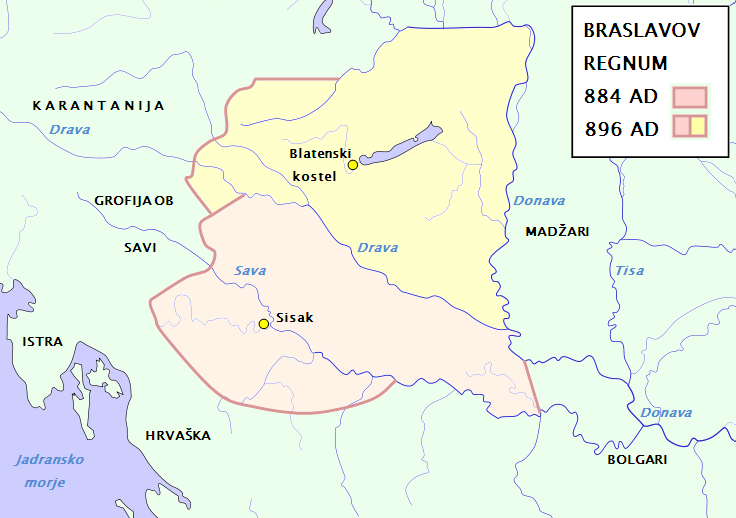
Панонія за часів князя Браслава

Під час війни франків проти аварів у Королівських франкських анналах згадується Войномир Склав (Войномир Слов'янин) від 795 року. Тоді герцог Фріулі Ерік відправив Вономира з його військом у Паннонію, між Дунаєм і Тисою, де вони воювали проти аварів. Наступного року авари були розгромлені, а влада Франкської держави була поширена далі на схід, до центрального Дунаю.
У середині 9-го століття Нижня Паннонія була населена слов'янською більшістю (дулеби, хорвати та інші), християнізованими аварами та іншими племенами.
Після розпаду Аварського каганату Панонські слов'яни потрапили під владу франків. Спочатку місцеві слов'янські князі перебували під франкським сюзеренітетом у межах Паннонської марки. Князь Людевит згадується в королівських франкських анналах як правитель Нижньої Паннонії (лат.: Liudewiti, ducis Pannoniae inferioris), який очолив повстання проти франків (811—822). До нього приєдналися карантійці, карніолці, слов'яни Зальцбурга та були підтримані патріархом Градо Фортунатом II. Можливо, його правління поширилося далі на схід, оскільки в історичних джерелах говориться, що до нього приєдналося плем'я тимочан, яке жило навколо долини річки Тимок, у сучасній східній Сербії.
Після смерті Людевита у 827 році болгари під проводом великого хана Омуртага зайняли Нижню Паннонію та частину колишніх франкських територій на півночі. Тут вони поставили своїх губернаторів. Болгар підтримали племена тимочан і ободритів. Німецький король Людовик ІІ у 828 році здійснив агресію проти цих земель, і врешті-решт Фріульську марку було розділено на чотири графства (території). Однією з них було раннє Князівство Хорватія, яке також поширилося на територію Сисака, тоді як Паннонія знову стала частиною двох Паннонських марок, обидві з яких були васалами Східної Франкії. Наступного року болгари здійснили ще один напад, але лише східна частина Паннонії увійшла до складу Першої Болгарської імперії.
Після цього, 838 року місцевий слов'янський князь Ратимир став новим правителем у Нижній Паннонії, навколо річок Драви та Сави. Ймовірно, він керував східними областями Паннонії і був союзником Болгарії. До нього втік Прибіна, колишній князь Нітранського князівства, вигнаний правителеми Моймиром I Моравським. Того ж року граф Радбод зі Східної Марки скинув Ратимира та став франкійським васалом в Нижній Паннонії. Після того, як Ратимир утік із своїх земель, франки призначили слов'янського князя Прибіну новим правителем Нижньої Паннонії. Князь Прибіна помер 861, а його наступником став його син князь Коцель. Під час правління Прибіни та Коцеля столицею князівства Нижня Паннонія був Мосапурк (Mosapurc regia civitate), також відомий старослов'янською як Блатноград (сучасний Залавар біля озера Балатон). Держава була васальним князівством Франкської імперії або Східного Франкського королівства. Коцель також титулувався як «граф слов'ян» (лат. Comes de Sclauis). Їхня влада простягалася на північний захід до річки Раба та Птуй, а на південний схід до регіону Баранья та річки Дунай. 

За часів Коцеля візантійський місіонер Мефодій діяв у Нижній Паннонії, і цим же періодом датується лист Папи Івана VIII до невизначеного князя Мутимира, якого зазвичай вважають Мутимиром Сербським про утворення єпархії Паннонії з осідком у Сірміумії, архієпископом якого, на прохання Коцеля, був Мефодій.
Наприкінці ІХ століття в цей регіон почав проникати вплив князя Святополка I з Моравії. Браслав був останнім князем Нижньої Паннонії принаймні між 884 і 896 роками. Його територія спочатку охоплювала межі між Дравою і Савою, яку він утримував під владою Арнульфа Каринтійського. Він брав участь у франксько-моравській війні, і в 895 або 896 роках Арнульф передав йому Паннонію, щоб убезпечити франкський кордон від нової загрози — угорців, які почали агресію проти Великої Моравії. Однак угорці згодом окупували весь Паннонський басейн і продовжили шлях аж до Королівства Італія.

## Занепад
Після окупації князівства угорською ордою в середині 890-х років і особливо після битви під Пресбургом (907 р.) більше не було зафіксовано слов'янських правителів у регіонах Нижньої Паннонії. Угорська окупація відокремила західних слов'ян від східних і південних, що вплинуло на формування нових слов'янських ідентичностей.
Частина моравських слов'ян також втекла до князівства Хорватія. Схоже, що новий кордон між Хорватією та Угорщиною проходив на північ від міста Сісак, і що єпархія з центром у Сісак була запропонована на соборі у Спліті (928) єпископу Григорію Нінському, що могло бути можливим лише в межах Королівства Хорватії. У середині 920-х років Томіслав Хорватський поширив своє панування на деякі території Нижньої Паннонії, між Савою і Дравою, додавши їх до Хорватського королівства.
До кінця 11-го століття його західний кордон також оскаржувався Священною Римською імперією, і в той же час південно-східні регіони Паннонії (Срім) були спірними між угорцями та болгарами протягом Х століття. Залишалася загальна невизначеність і суперечка щодо кордонів між хорватською та угорською державами в 10-му та 11-му століттях, при цьому хорватський історик Фердо Шишич та інші припускали, що Томислав Хорватський правив більшою частиною території, населеної слов'янами, включаючи південні регіони Паннонії. 

Після того як Хорватія увійшла до персональної унії з Угорським королівством, зберігши часткову автономію, намісник частини цих земель титулувався баном Славонії.
Хоча до Х століття термін «хорват» не використовувався в історичних джерелах про Паннонію, правителі династії Трпимировичів після Тримира І називали себе правителями хорватів і слов'ян. Оскільки «Паннонська Хорватія» це пізніший термін, й політично-історично не існував, він використовується в сучасній історіографії, паралельно з терміном «Дольня Панонія» або Нижня Паннонія.

## Правителі
Повний перелік всіх слов'янських князів у Нижній Паннонії невідомий. Правителі були як самостійними князями, так й монархами сусідньої Моравії, Болгарії, а також членами правлячих династій — на півночі будинок Моймировичів, а на півдні будинок Трпимировичів.
Деякі відомі князі Нижної Паннонії:
- Войномир (бл. 790—810)
- Людевит (бл. 810—823)
- Ратимир (бл. 829—838)
- Прибіна (бл. 846—861)
- Коцель (бл. 861—876)
- Браслав (бл. 882—896).